# X1 (音楽グループ)
X1（エックスワン、朝: 엑스원）は、韓国の男性アイドルグループ。韓国の音楽専門チャンネルMnetで放送され公開オーディション番組『PRODUCE X 101』の11人で結成され、2019年8月27日にミニアルバム『비상(飛翔)：QUANTUM LEAP』でデビュー。初動売上が52万枚を突破し、ダブルプラチナムや新人初のハーフミリオンを達成。5年間活動する予定だったが、2020年1月6日に解散した。

## 概要
2019年5月から7月まで韓国の音楽専門ケーブルテレビMnetで放送された『PRODUCE X 101』を通して、韓国の視聴者（国民プロデューサー）による投票で同番組の出演者101人の中から選ばれた11人で結成された。
グループ名である「X1」は『PRODUCE X 101』でキーワードであるXと1を合わせたものであり、「未知数の練習生が集まって一つになる」という意味と、ローマ数字表記のXIで「11」や「10+1」の意味も併せ持つ。
公式カラーはPANTONEの「  Butterfly」「  Sunshine」「  Ethereal Blue」「  Galaxy Blue」の4色。
公式ファンクラブ名およびファンの総称は「ONE IT」（朝: 원잇）。

## 来歴

### 2019年
- 5月3日 - Mnetにてオーディション番組『PRODUCE X 101』放送開始[7]。
- 7月19日（7月20日）[注 2] - 『PRODUCE X 101』の最終合格者11人で「X1」が結成された[4]。
- 7月20日 - 公式ファンクラブ1期の募集を発表[8]。
- 7月24日 - 公式ファンクラブ名の公募開始（7月26日まで）。
- 8月19日 - 公式ファンクラブ名が「ONE IT」に決定[9]。
- 8月27日 - 1stミニアルバム『비상(飛翔)：QUANTUM LEAP』を発売し、デビュー[10]。同日、韓国・ソウルの高尺スカイドームにてデビューショーコンサート「X1 PREMIER SHOW-CON」を開催[11][12]。デビューアルバムは発売初週に52万4,007枚を売り上げ、韓国の歴代新人グループアルバム初週セールス1位を記録した（HANTEOチャート調べ）[13]。
- デビュー後、『PRODUCE 101』シリーズの投票操作が発覚[14]。製作陣が逮捕される事態にまで発展し、活動を一時中断[15]。
- 12月30日 - CJ ENMから活動再開のサポートが発表された[16]。

### 2020年
- 1月6日 - 各メンバーの所属事務所とCJ ENM、SWINGエンターテインメントの協議の結果、解散が決定した[17][18]。

## メンバー
- 順位は『PRODUCE X 101』最終順位

| 画像 | 名前               | 本名     | 本名   | 本名           | 生年月日               | 身長 | 体重 | 血液型 | 出身地                      | 所属事務所                   | 詳細 | 順位 |
| 画像 | 名前               | ハングル | 漢字   | ローマ字       | 生年月日               | 身長 | 体重 | 血液型 | 出身地                      | 所属事務所                   | 詳細 | 順位 |
| ---- | ------------------ | -------- | ------ | -------------- | ---------------------- | ---- | ---- | ------ | --------------------------- | ---------------------------- | --- | ---- |
|      | キム・ヨハン       | 김요한   | 金요한 | Kim Yohan      | 1999年9月22日（25歳）  | 181  | 66   | B      | 大韓民国 ソウル特別市中浪区 | OUIエンターテインメント      | - 解散後WEiでデビュー、ソロデビュー - ポジション：センター、ボーカル、ラッパー - 学歴：祥明大学校社会体育専攻（休学）                                                                  | 1位  |
|      | キム・ウソク       | 김우석   | 金友蓆 | Kim Wooseok    | 1996年10月27日（28歳） | 173  | 58   | B      | 大韓民国 大田広域市大徳区   | TOPメディア                  | - UP10TIONメンバー - 解散後ソロデビュー - ポジション：ボーカル - 学歴：東亜放送芸術大学放送芸能科（在学）                                                                              | 2位  |
|      | ハン・スンウ       | 한승우   | 韓勝宇 | Han Seungwoo   | 1994年12月24日（30歳） | 183  | 63   | B      | 大韓民国 釜山広域市北区     | Play Mエンターテインメント   | - VICTONメンバー - 解散後VICTONに復帰、ソロデビュー - ポジション：リーダー、メインボーカル - 学歴：釜山エナジー科学高等学校（卒業）                                                    | 3位  |
|      | ソン・ヒョンジュン | 송형준   | 宋亨俊 | Song Hyeongjun | 2002年11月30日（22歳） | 174  | 55   | A      | 大韓民国 慶尚南道統営市     | STARSHIPエンターテインメント | - 解散後CRAVITYでデビュー - ポジション：ボーカル、ラッパー - 学歴：韓林演芸芸術高等学校（卒業）                                                                                        | 4位  |
|      | チョ・スンヨン     | 조승연   | 曹承衍 | Cho Seungyoun  | 1996年8月5日（28歳）   | 183  | 65   | O      | 大韓民国 ソウル特別市江南区 | YUE HUA Entertainment        | - UNIQメンバー - Luizy、WOODZの芸名でソロ音楽活動、解散後ソロ活動再開 - ポジション：ラッパー、ボーカル - 学歴：韓林演芸芸術高等学校（卒業） Global Cyber University 放送芸能科（在学） | 5位  |
|      | ソン・ドンピョ     | 손동표   | 孫東杓 | Son Dongpyo    | 2002年9月9日（22歳）   | 171  | 48   | O      | 大韓民国 慶尚北道盈徳郡     | DSPメディア                  | - 解散後MIRAEでデビュー - ポジション：ボーカル - 学歴：韓林演芸芸術高等学校（卒業） | 6位  |
|      | イ・ハンギョル     | 이한결   | 李翰潔 | Lee Hangyul    | 1999年12月7日（25歳）  | 176  | 69   | O      | 大韓民国 仁川広域市南洞区   | MBKエンターテインメント      | - 解散後H&D、BAE173でデビュー - ポジション：メインダンサー、ボーカル - 学歴：仁川高等学校（卒業）                                                                                      | 7位  |
|      | ナム・ドヒョン     | 남도현   | 南到賢 | Nam Dohyon     | 2004年11月10日（20歳） | 183  | 62   | O      | 大韓民国 京畿道利川市       | MBKエンターテインメント      | - 解散後H&D、BAE173でデビュー - ポジション：ラッパー - 学歴：セント・メリーズ・インターナショナル・スクール中等部・ソウル対峙中学校（卒業）、韓林演芸芸術高等学校（卒業）              | 8位  |
|      | チャ・ジュノ       | 차준호   | 車俊昊 | Cha Junho      | 2002年7月9日（22歳）   | 178  | 63   | A      | 大韓民国 忠清南道洪城郡     | Woollimエンターテインメント  | - 解散後DRIPPINでデビュー - ポジション：ボーカル - 学歴：韓林演芸芸術高等学校実用音楽科（卒業）                                                                                        | 9位  |
|      | カン・ミニ         | 강민희   | 姜敏熙 | Kang Minhee    | 2002年9月17日（22歳）  | 185  | 60   | AB     | 大韓民国 全羅南道順天市     | STARSHIPエンターテインメント | - 解散後CRAVITYでデビュー - ポジション：ボーカル - 学歴：南崗高等学校（卒業） | 10位 |
|      | イ・ウンサン       | 이은상   | 李垠尚 | Lee Eunsang    | 2002年10月26日（22歳） | 183  | 63   | A      | 大韓民国 済州特別自治道     | BRAND NEW MUSIC              | - 解散後YOUNITEでデビュー、ソロデビュー - ポジション：ボーカル - 学歴ソウル公演芸術高等学校実用音楽科（卒業）                                                                          | 11位 |

## ディスコグラフィ

### ミニアルバム
| No. | タイトル                             | 収録曲 | 形態            | Gaon チャート （週間） | 売上枚数  |
| --- | ------------------------------------ | --- | --------------- | ---------------------- | --------- |
| 1st | 비상：QUANTUM LEAP （2019年8月27日） | 1. Stand Up(Intro.) 2. FLASH 3. 웃을 때 제일 예뻐 (Like Always) 4. 괜찮아요 (I'm Here For You) 5. U GOT IT (X1 Ver.) 6. 움직여 (MOVE) (Prod. by ZICO) (X1 Ver.) 7. _지마(X1-MA) (X1 Ver.) (CD ONLY) | CMAC11448 (CD)  | 1位                    | 568,098枚 |
| 1st | 비상：QUANTUM LEAP （2019年8月27日） | 1. Stand Up(Intro.) 2. FLASH 3. 웃을 때 제일 예뻐 (Like Always) 4. 괜찮아요 (I'm Here For You) 5. U GOT IT (X1 Ver.) 6. 움직여 (MOVE) (Prod. by ZICO) (X1 Ver.) 7. _지마(X1-MA) (X1 Ver.) (CD ONLY) | CMAC11448 (CD)  | 1位                    | 568,098枚 |
| 1st | 비상：QUANTUM LEAP （2019年8月27日） | 1. Stand Up(Intro.) 2. FLASH 3. 웃을 때 제일 예뻐 (Like Always) 4. 괜찮아요 (I'm Here For You) 5. U GOT IT (X1 Ver.) 6. 움직여 (MOVE) (Prod. by ZICO) (X1 Ver.) 7. _지마(X1-MA) (X1 Ver.) (CD ONLY) | CMDE11452 (Kit) | 2位                    | 61,781枚  |
| 1st | 비상：QUANTUM LEAP （2019年8月27日） | 1. Stand Up(Intro.) 2. FLASH 3. 웃을 때 제일 예뻐 (Like Always) 4. 괜찮아요 (I'm Here For You) 5. U GOT IT (X1 Ver.) 6. 움직여 (MOVE) (Prod. by ZICO) (X1 Ver.) 7. _지마(X1-MA) (X1 Ver.) (CD ONLY) | CMDE11452 (Kit) | 2位                    | 61,781枚  |

### ミュージックビデオ
X1 - YouTubeチャンネル
|        | アルバム           | MV      | Dance Practice |
| ------ | ------------------ | ------- | -------------- |
| 2019年 | 비상：QUANTUM LEAP | - FLASH | - FLASH        |

## コンサート

### ショーケース
| 年     | 公演名              | 日程    | 国   | 会場             |
| ------ | ------------------- | ------- | ---- | ---------------- |
| 2019年 | X1 PREMIER SHOW-CON | 8月27日 | 韓国 | 高尺スカイドーム |

### その他
| 年     | 公演名                                  | 日程        | 国   | 会場                 |
| ------ | --------------------------------------- | ----------- | ---- | -------------------- |
| 2019年 | THE SHOW WITH 2019 POHANG K-POP CONCERT | 9月1日      | 韓国 | 浦項総合運動場       |
| 2019年 | 12th KMF2019                            | 9月16日     | 日本 | 北海道・Zepp Sapporo |
| 2019年 | 12th KMF2019                            | 9月22・23日 | 日本 | 東京・豊洲PIT        |
| 2019年 | KCON 2019 THAILAND                      | 9月28・29日 | タイ | インパクト・アリーナ |

## 出演

### テレビ

#### リアリティ番組
- PRODUCE X 101（2019年5月3日 - 7月19日、Mnet）[4]
- X1 FLASH（2019年8月22日 - 29日、Mnet）[25][26]

### ネット配信
- ARCHIVE X（2019年8月31日 - 、YouTube・V LIVE）[27]